# エティエンヌ・ボビリエ
エティエンヌ・ボビリエ（ボビリエー、仏: Étienne Bobillier、1798年4月17日 - 1840年3月22日
）は、フランスの数学者。
19歳でエコール・ポリテクニークに入学、その後フランス国立高等工芸学校で数学教授を務めた。
ボビリエの功績は主に幾何学で、カテナリー曲線、曲面の代数的な処理が知られる。
初等幾何学の分野では、三角形の内接円と傍接円及び外接円半径を結び付ける公式{\displaystyle r_{a}+r_{b}+r_{c}=4R+r}などをもたらした。ただし、この式はカルノー、フォイエルバッハなどによって既に知られており、またシュタイナーも再発見している。
月のクレーターボビリエは、彼の名を冠する。

## ボビリエの定理
次の定理はボビリエの定理（Bobillier's theorem）と呼ばれる。
2つの定円にそれぞれ2辺が接する三角形が合同を保って動くとき、他の1辺もある定円に接する。
他に、ある点Pの垂足円は、三角形の3頂点及びPを通る直角双曲線の中心を通るという定理をボビリエの定理という場合もある。

## 作品
- Cours de géométrie, 1849年
- Principes d'algèbre, 1865年